# العامرية (الجيزة)
قرية العامرية هي إحدى القرى التابعة لمركز العياط في محافظة الجيزة في جمهورية مصر العربية. حسب إحصاءات سنة 2006، بلغ إجمالي السكان في العامرية 2494 نسمة، منهم 1330 رجل و1164 امرأة.